# Petit Best ~Ki Ao Aka~
Petit Best ~Ki Ao Aka~ est un album compilation du Hello! Project sorti en 2000. Une version vidéo sort en 2004 : Petit Best DVD.

## Album CD
Albums de le Hello! Project
Together! -Tanpopo, Petit, Mini, Yūko-
(2001)
Singles
1. Kiiroi Osora de Boom Boom Boom
Sortie : 2000
2. Aoi Sports Car no Otoko
Sortie : 2000
3. Akai Nikkichō
Sortie : 2000

Petit Best ~Ki Ao Aka~ ou Pucchi Best ~Ki Ao Aka~ (プッチベスト～黄青あか～) est un album compilation de chansons d'artistes du Hello! Project, sorti le 26 avril 2000 au Japon sous le label zetima. Il atteint la 1re place du classement de l'Oricon, et reste classé pendant 19 semaines, pour un total de 912 800 exemplaires vendus, ce qui en fait le 19e album le plus vendu de l'année.
C'est le premier d'une série de compilations similaires nommées Petit Best, dont les volumes suivants, sortiront désormais chaque fin d'année. Une version DVD contenant les clips vidéos des chansons sortira près de cinq ans plus tard : Petit Best DVD.
L'album contient des titres sortis en single dans les mois précédents par la plupart des groupes et solistes du Hello! Project ; certains de ces titres ne figureront sur aucun autre album. Parmi eux figurent les trois chansons sorties en singles le mois précédent par les premiers groupes shuffle units mélangeant divers artistes du H!P : Kiiro 5, Aoiro 7, et Akagumi 4, qui donnent son sous-titre à l'album (Ki Ao Aka).
Il contient aussi cinq chansons inédites : une chanson en solo de Natsumi Abe de Morning Musume qui figurera aussi sur son premier album solo Hitori Bocchi de 2004, une nouvelle version chantée à quatre d'un single de Taiyo to Ciscomoon (renommé T&C Bomber) qui figurera aussi peu après sur son album suivant 2nd Stage, deux versions remixées uniquement parues en disque vinyle des deux derniers singles de Morning Musume, et une version chantée à 16 du thème d'ouverture de l'émission du H!P Hello! Morning, Hello! no Theme, dont d'autres versions figuraient en « faces B » des singles des shuffle units.
| 1.  | Chokotto Love (ちょこっとLOVE)                                                 | Petit Moni                |  |
| 2.  | Kiiroi Osora de Boom Boom Boom (黄色いお空でBOOM BOOM BOOM)                    | Kiiro 5                   |  |
| 3.  | Aoi Sports Car no Otoko (青いスポーツカーの男)                                 | Aoiro 7                   |  |
| 4.  | Akai Nikkichō (赤い日記帳)                                                     | Akagumi 4                 |  |
| 5.  | Tōmorokoshi to Sora to Kaze (トウモロコシと空と風) (titre inédit)              | Natsumi Abe               |  |
| 6.  | Tanpopo (Single Version) (たんぽぽ...)                                         | Tanpopo                   |  |
| 7.  | Seinaru Kane ga Hibiku Yoru (聖なる鐘がひびく夜)                               | Tanpopo                   |  |
| 8.  | Love Machine (analog remix) (LOVEマシーン...)                                  | Morning Musume            |  |
| 9.  | Koi no Dance Site (Pandart Sasanoooha Remix) (恋のダンスサイト...)             | Morning Musume            |  |
| 10. | Marui Taiyō (4nin Ver.) (丸い太陽(4人Ver.) (version alors inédite)             | T&C Bomber                |  |
| 11. | Junjō Kōshinkyoku (純情行進曲)                                                 | Yūko Nakazawa             |  |
| 12. | Anata no Yume ni Naritai (アナタの夢になりたい)                                | Michiyo Heike             |  |
| 13. | Daikirai (イキライ)                                                            | Michiyo Heike             |  |
| 14. | Summer Night Town (English Version) (サマーナイトタウン...) (face B)           | Coconuts Musume           |  |
| 15. | Dance & Chance (English Version) (DANCE & CHANCE ...) (face B)                 | Coconuts Musume           |  |
| 16. | Hello! no Theme (16nin Version) (Hello!のテーマ(16人Version) (version inédite) | Kiiro 5+Aoiro 7+Akagumi 4 |  |

## Petit Best DVD
Vidéos par Petit Best
Together! Clips
(2001) Petit Best 2 DVD
(2004)
Petit Best DVD ou Pucchi Best DVD (プッチベスト DVD) est une vidéo au format DVD sortie le 15 décembre 2004 au Japon sous le label zetima. C'est une compilation de clips vidéos, contenant la plupart des clips des chansons des divers artistes du Hello! Project parues sur la compilation Petit Best ~Ki Ao Aka~ sortie cinq ans auparavant. Elle atteint la 50e place du classement des ventes de DVD de l'Oricon.
Cette version DVD de la compilation sort en même temps que les DVD similaires des compilations de la série Petit Best qui ont suivi ; en effet, une version DVD de la compilation annuelle sort désormais simultanément depuis le Petit Best 4 de 2003, et les vidéos des trois premiers volumes sont produites fin 2004 pour compléter la série.
La couverture du DVD est identique à celle de la compilation CD de 2000. Il n'y a pas de clips pour la chanson de Natsumi Abe et pour Hello! no Theme, remplacés par un second clip de T&C Bomber, ni pour les deux versions remixées de Morning Musume et deux autres versions alternatives, remplacés par les clips des chansons originales.
| 1.  | Chokotto Love (ちょこっとLOVE)                              | Petit Moni      |  |
| 2.  | Kiiroi Osora de Boom Boom Boom (黄色いお空でBOOM BOOM BOOM) | Kiiro 5         |  |
| 3.  | Aoi Sports Car no Otoko (青いスポーツカーの男)              | Aoiro 7         |  |
| 4.  | Akai Nikkichō (赤い日記帳)                                  | Akagumi 4       |  |
| 5.  | Tanpopo (Single Version) (たんぽぽ...)                      | Tanpopo         |  |
| 6.  | Seinaru Kane ga Hibiku Yoru (聖なる鐘がひびく夜)            | Tanpopo         |  |
| 7.  | Love Machine (LOVEマシーン)                                 | Morning Musume  |  |
| 8.  | Koi no Dance Site (恋のダンスサイト)                        | Morning Musume  |  |
| 9.  | Marui Taiyō -winter ver.- (丸い太陽 -winter ver.-)          | T&C Bomber      |  |
| 10. | Don't Stop Renaichū (DON'T STOP 恋愛中)                     | T&C Bomber      |  |
| 11. | Junjō Kōshinkyoku (純情行進曲)                              | Yūko Nakazawa   |  |
| 12. | Anata no Yume ni Naritai (アナタの夢になりたい)             | Michiyo Heike   |  |
| 13. | Daikirai (イキライ)                                         | Michiyo Heike   |  |
| 14. | Dance & Chance (DANCE & CHANCE)                             | Coconuts Musume |  |
| 15. | Summer Night Town (English Version) (サマーナイトタウン...) | Coconuts Musume |  |

## Participantes
Contrairement aux volumes qui suivront, seules les chanteuses ayant participé aux shuffle units de l'année figurent sur le montage photographique en couverture de l'album ; Aya Ishiguro, Chelsea Ching et April Barbaran, qui chantent sur des titres de l'album mais qui avaient quitté le Hello! Project à sa sortie, n'y figurent donc pas. La couverture du DVD reste cette fois identique.
- Petit Moni (Kei Yasuda, Sayaka Ichii, Maki Goto)
- Kiiro 5 (Natsumi Abe, Kei Yasuda, RuRu, Ayaka Kimura, Michiyo Heike)
- Aoiro 7 (Kaori Iida, Sayaka Ichii, Mari Yaguchi, Mika Todd, Lehua Sandbo, Atsuko Inaba, Miwa Kominato)
- Akagumi 4 (Yuko Nakazawa, Maki Goto, Danielle Delaunay, Miho Shinoda)
- Natsumi Abe (de Morning Musume, en solo)
- Tanpopo (Kaori Iida, Aya Ishiguro, Mari Yaguchi)
- Morning Musume (Yuko Nakazawa, Aya Ishiguro, Kaori Iida, Natsumi Abe, Kei Yasuda, Mari Yaguchi, Sayaka Ichii, Maki Goto)
- T&C Bomber (Atsuko Inaba, Miho Shinoda, RuRu, Miwa Kominato)
- Yuko Nakazawa (de Morning Musume, en solo)
- Michiyo Heike
- Coconuts Musume (Ayaka Kimura, Chelsea Ching, April Barbaran, Danielle Delaunay, Mika Todd)